# Departamentul de Informatică al Universității din Manchester
Departamentul de Informatică de la Universitatea din Manchester este cel mai longeviv departament de informatică din Regatul Unit și unul dintre cele mai mari. Este situat în clădirea Kilburn (și clădirea IT alăturată) de pe Oxford Road și în prezent are peste 800 de studenți care studiază o gamă largă de cursuri universitare și postuniversitare. 

## Predare și studiu

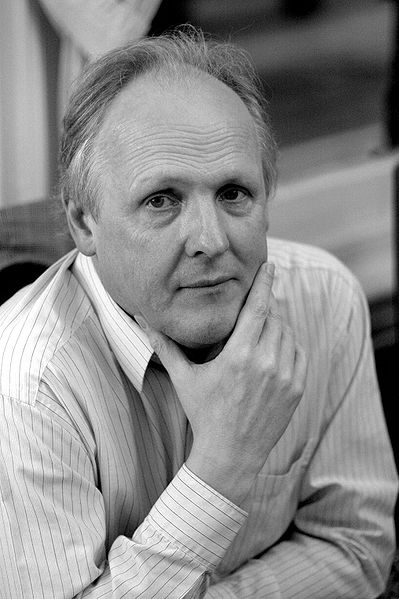
Profesorul Steve Furber FRS FREng lucrează la SpiNNaker și la proiectul Human Brain

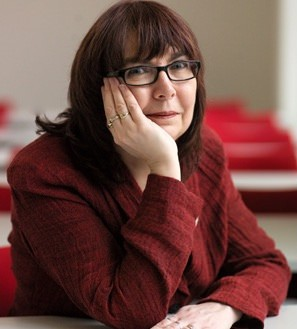
Carole Goble CBE FREng este profesor de informatică

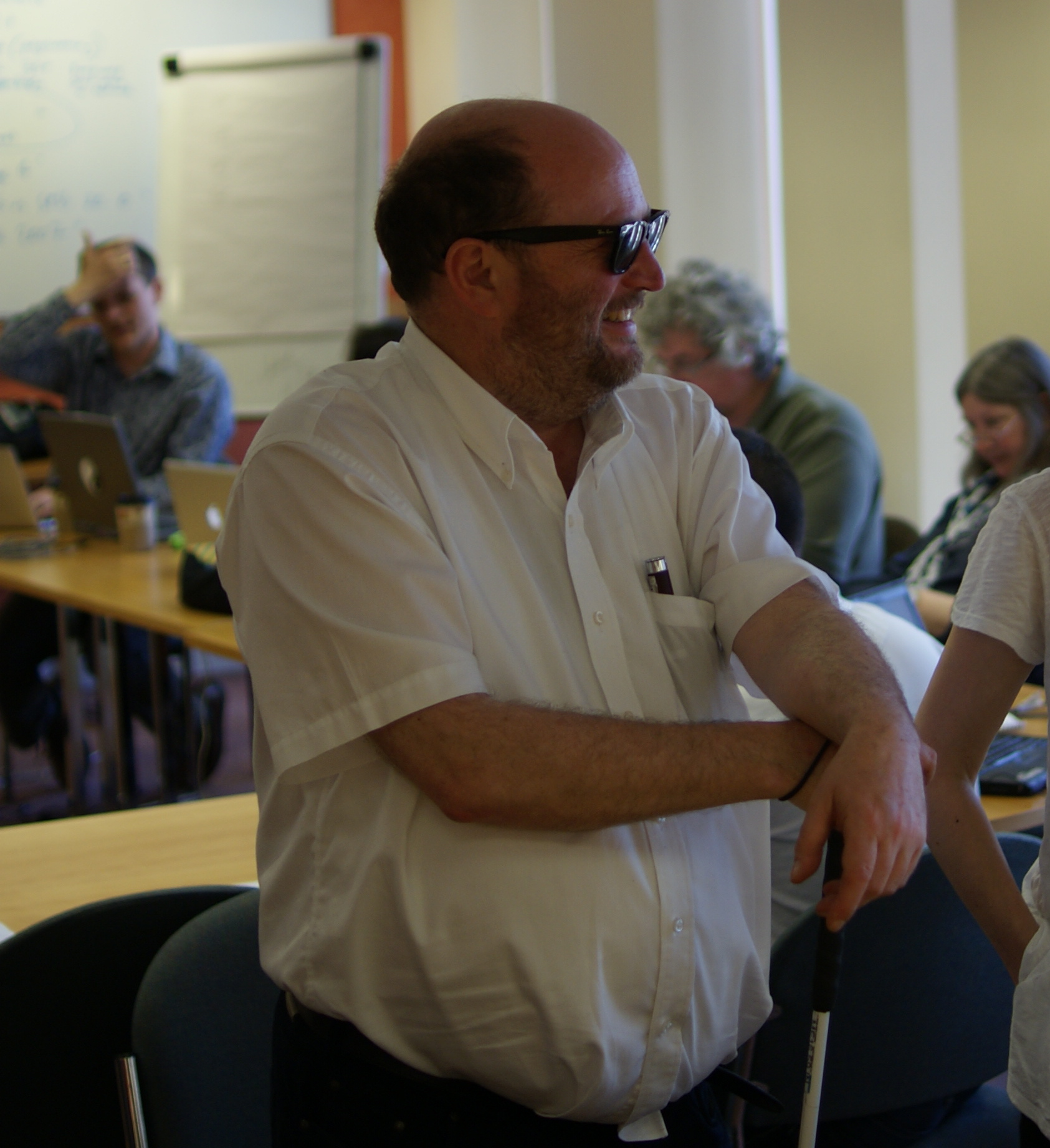
Profesorul Robert Stevens a ocupat funcția de șef de școală / departament din 2016

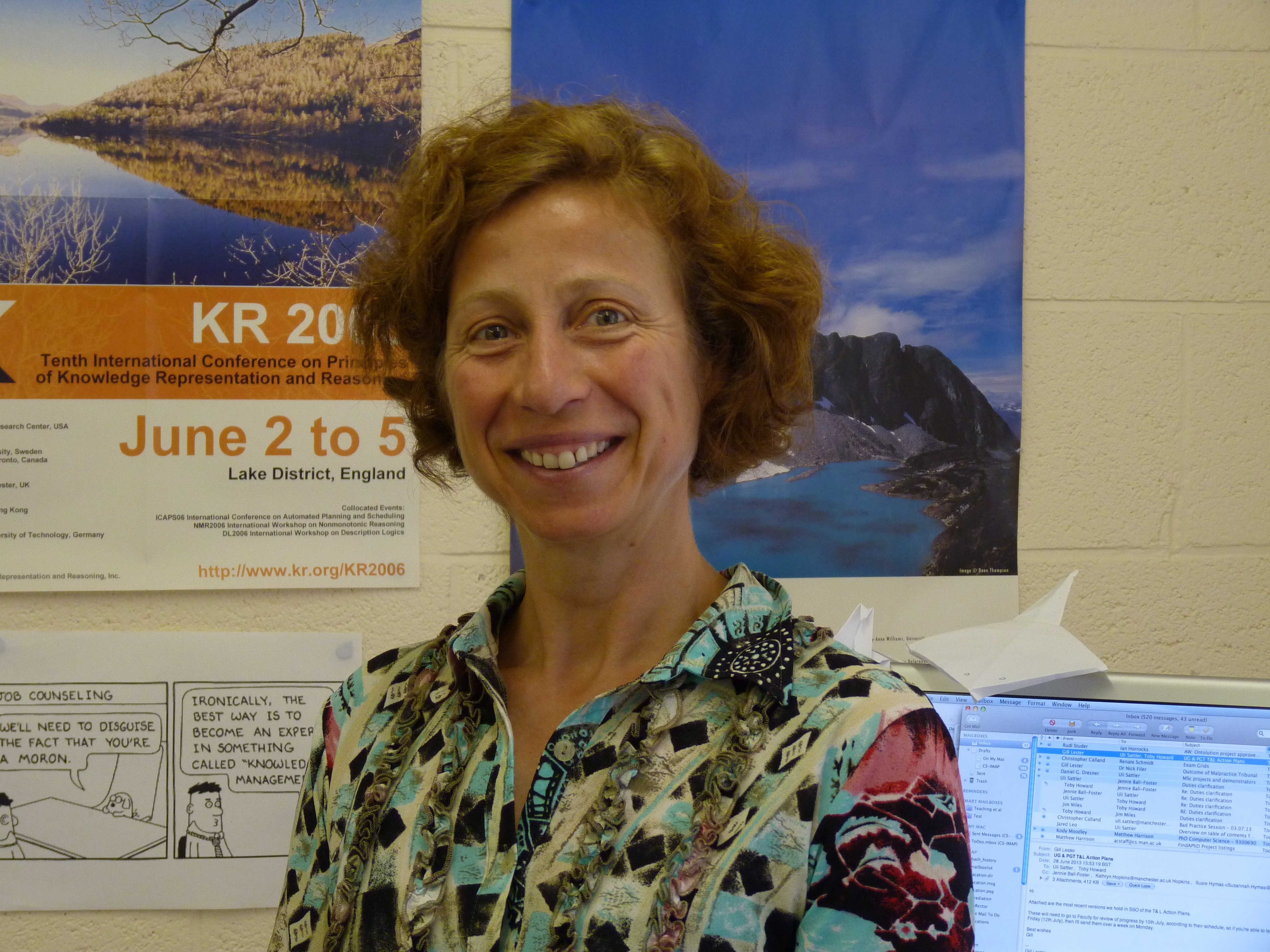
Profesor Ulrike Sattlera carei cercetarea investighează reprezentarea cunoștințelor și raționamentul

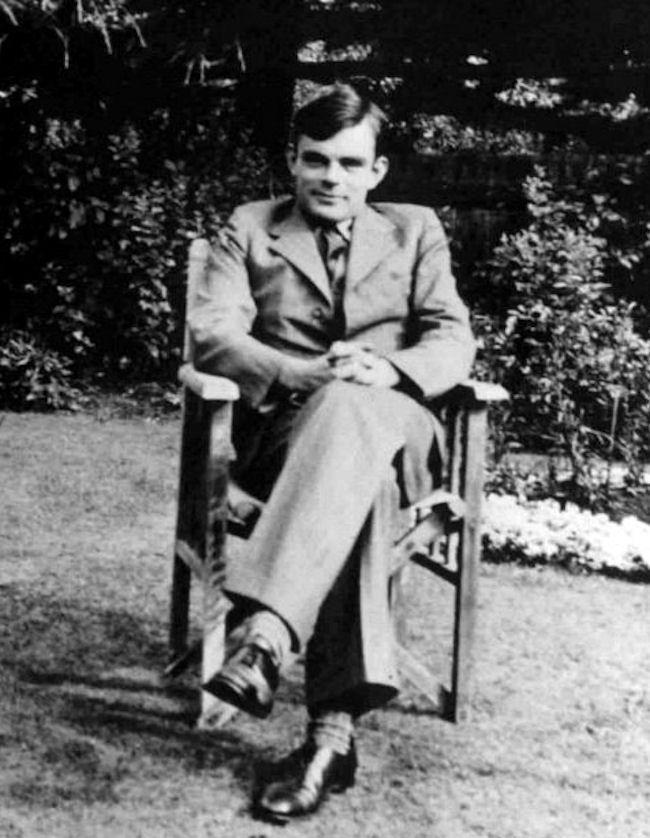
Alan Turing a fost director adjunct al laboratorului de calcul, predecesor la Departamentul de Informatică

### Studii Universitare
Școala în prezent oferă o gamă largă de cursuri de licență care fac parte din Licența în Științe (Bachelor of Science), licențiat în Inginerie (Bachelor of Engineering) și Master în Inginerie (Master of Engineering) .  Cursurile de licență sunt disponibile pe profil unic sau mixt în cadrul temelor de Inteligență Artificială, Ingineria sistemelor informatice, Ingineria de  software, Matematică, Business și Management. Este posibilă alegerea unui an de practică fiind, de obicei, integrat între anul al treilea și al patrulea. 

### Studii Postuniversitare
La nivel postuniversitar, departamentul oferă studii predate de Master of Science (MSc).  Diplomele de cercetare, doctor în filozofie (doctorat) și master în filozofie (MPhil) sunt disponibile ca programe de trei și patru ani prin Centrul de formare doctorală în Informatică, primul de acest fel din Marea Britanie. 

## Personalul academic notabil
Personalul academic notabil include: 
- Terri Attwood
- Andy Brass
- Jack Dongarra
- Steve Furber CBE FRS
- Carole Goble CBE
- Toby Howard
- Norman Paton
- Steve Pettifer
- Ulrike Sattler
- Robert Stevens
- Chris J. Taylor
- Andrei Voronkov

Școala este organizată în nouă grupuri de cercetare diferite, care au primit finanțare dintr-o gamă largă de surse, inclusiv Uniunea Europeană, Consiliul de Cercetări în Științe Fizice și Biotehnologie și Științele Biologice . 

### Tehnologii avansate de procesare
Grupul Advanced Processor Technologies (APT) cercetează abordări avansate și noi ale procesării și calculului și este condus de profesorul Steve Furber. Noile proiecte includ SpiNNaker, Memorie tranzacțională (Transactional Memory) și TERAFLUX.  Personalul academic care lucrează în proiectele de cercetare ii include pe Dr. Nick Filer, Dr. Jim Garside, Dr. David Lester, Dr. Mikel Lujan, Dr. John V Woods, Dr. Javier Navaridas, Dr. Vasilis Pavlidis, Dr. Dirk Koch, Dr. Antoniu Pop și profesor emerit Ian Watson și Barry Cheetham.  

## Administrare
Școala (și departamentul) a fost condusă de zece șefi de școală diferiți de la înființarea sa în 1964. 

### Conducere
Școala a fost condusă 
1. Robert Stevens din 2016 până în prezent
2. Jim Miles din 2011 până în 2016
3. Norman Paton 2008–2011
4. Chris Taylor 2004–2008[necesită citare]

### Șefii de departament
Înainte de fuziunea cu UMIST, Școala de Informatică era Departamentul de Informatică. 
1. Steve Furber 2001–2004
2. Brian Warboys 1996–2001
3. Howard Barringer 1991–1996
4. John Gurd 1987–1991
5. Dai Edwards 1980–1987 [6] [7]
6. Tom Kilburn CBE FRS 1964–1980 [8] [9]

## Istorie
Școala își are rădăcinile din Computer Group al departamentului de inginerie electrică (Electrical Engineering Department) de la Universitatea Victoria din Manchester. Grupul de calculatoare a fost înființat în urma mutării lui Freddie Williams la Departamentul de Inginerie Electrică în 1946.  La formarea sa în 1964, Departamentul de Informatică a fost primul astfel de departament în Regatul Unit, profesorul Tom Kilburn a ocupat funcția de șef de departament până în 1980. La 1 mai 2001, în urma morții lui Kilburn în același an, clădirea de calculatoare a fost redenumită Kilburn Building în onoarea sa  . Școala de Informatică a fost formată când Universitatea Victoria din Manchester și UMIST au fuzionat pentru a forma Universitatea din Manchester în 2004. S-a schimbat în 2019 de la o școală la un departament. Grupul / Școala / Departamentul este remarcabil pentru următoarele realizări: 
- Primul computer digital cu program stocate electronice din lume (Manchester Baby)
- Memorie virtuală folosind paginarea (computerul Atlas)
- Codificare Manchester
- Seria de microprocesoare AMULET (implementări asincrone ale arhitecturii computerului ARM )

### Alumni și Emeriti
Școala are mai mulți studenți notabili și personal emerit, inclusiv: 
- Jim Miles (pensionar)[ când?
- [ când?Allan M. Ramsay (pensionar)[ când?
- [ când?Ian Horrocks, profesor FRS de informatică la Universitatea din Oxford
- Hilary Kahn, profesor în departamentul de informatică [12]
- Tom Kilburn, [13] primul șef al departamentului de informatică
- Joshua Knowles, profesor la Universitatea din Birmingham
- Pedro Mendes, profesor la Centrul de sănătate al Universității din Connecticut
- Mangus Rattray, profesor de biologie calculală și sistematică la Facultatea de Științele Vieții [14]
- Alan Turing FRS fost cititor în departamentul de matematică și a fost director adjunct al laboratorului de calcul.
- Profesorul Brian Warboys
- David Bree, profesor emerit in inteligență artificială [15]
- Freddie Williams CBE FRS [16]
- Simon Lavington [17]
- Geoff Tootill [18]
- Nandini Mukherjee
- Ross D. King, creatorul Robot Scientist